# دیدیه روبر
دیدیه روبر (به فرانسوی: Didier Robert) (زاده ۲۶ آوریل ۱۹۶۴)، عضو مجمع ملی فرانسه، نماینده جزیره ریونیون و رئیس‌جمهور وقت کشور رئونیون از مارس ۲۰۱۰ تاکنون است.
رابرت رئیس شورای منطقه‌ای جزیره ریونیون از حزب اتحاد برای جنبش مردمی است.
رابرت در ۲۶ مارس ۲۰۱۰، جانشین پل ورگس از حزب کمونیست فرانسه شد.